# Cytisus albidus
Cytisus albidus är en ärtväxtart som beskrevs av Dc.. Cytisus albidus ingår i släktet kvastginster, och familjen ärtväxter. Inga underarter finns listade i Catalogue of Life.